# Pro Superbike

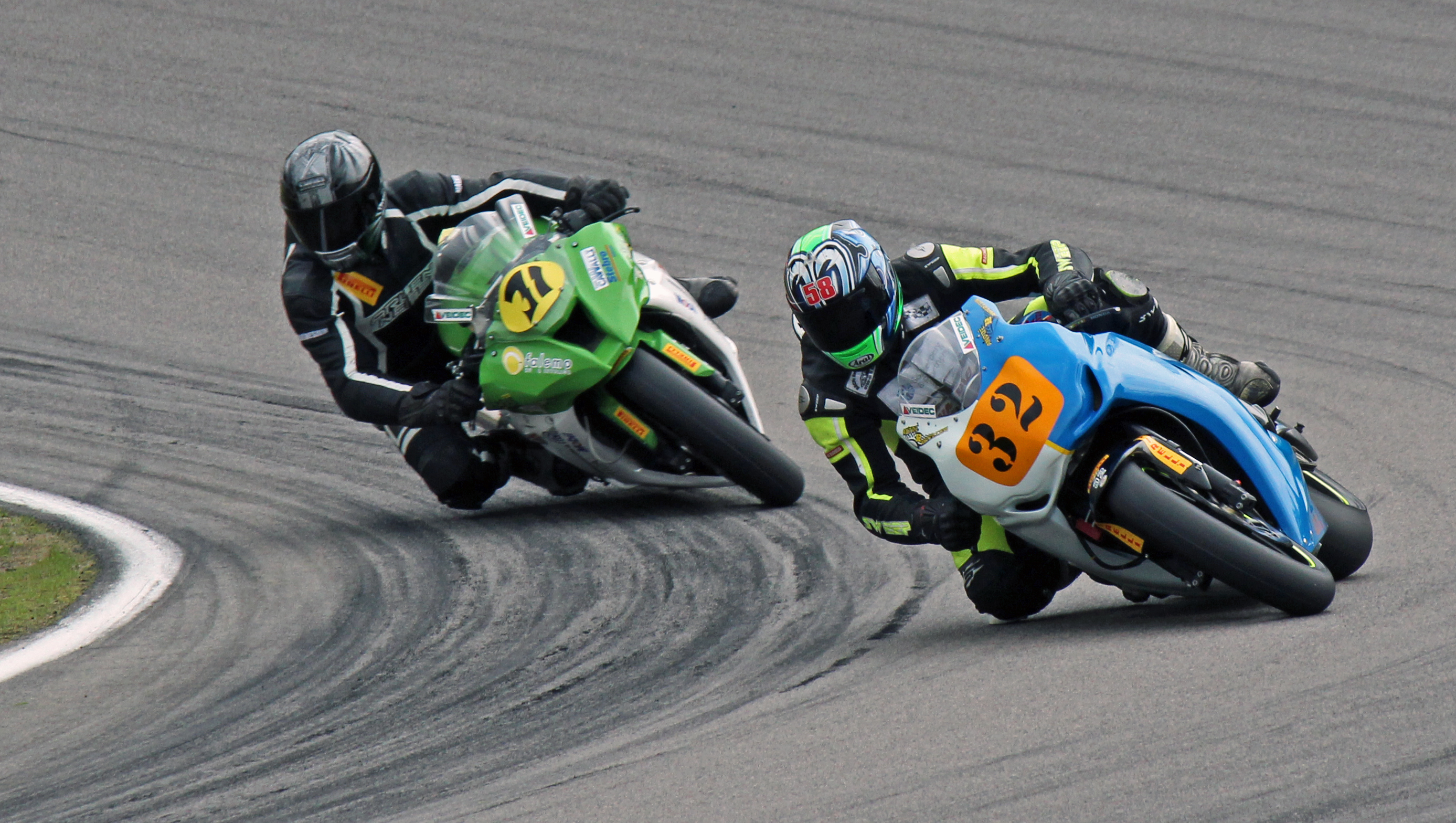
Pro Superbike på Ring Knutstorp 2012.

Pro Superbike var det svenska mästerskapet i roadracing, som kördes i samband med deltävlingarna av Scandinavian Touring Car Championship. 
I klassen deltar sportmotorcyklar på 1000 kubikcentimeter som modifieras. För tvåcylindriga motorer tillåts 1200 kubik. Tävlingsmotorcyklarna har en kraft mellan 175 och 200 hästkrafter, en vikt på 170 till 185 kilogram och toppfarter över 300 kilometer i timmen. Accelerationen medger 0 till 100 kilometer i timmen på cirka 2,8 sekunder.